# All That You Can’t Leave Behind
A U2 2000-es albuma, az All That You Can’t Leave Behind a kilencvenes évek kísérletező időszaka után egyfajta visszatérést jelentett az együttes korábbi stílusához. Az elektronikus zene szintetikus elemei továbbra is jelen vannak, de már kellőképp feloldódnak a dallamos rockban.
28 országban került a slágerlista élére, ugyanakkor az USA-ban csak a 3. helyig jutott. A zenekar harmadik legtöbb példányban eladott albuma: több mint tízmillió példány kelt el belőle.
A Rolling Stone magazin Minden idők 500 legjobb albumának listáján a 139. lett. Szerepel az 1001 lemez, amit hallanod kell, mielőtt meghalsz című könyvben.

## Dalok
Az összes szám szerzője a U2.
| #   | Cím                                    | Dalszöveg      | Hossz |
| --- | -------------------------------------- | -------------- | ----- |
| 1.  | Beautiful Day                          | Bono           | 4:06  |
| 2.  | Stuck in a Moment You Can’t Get Out Of | Bono, The Edge | 4:33  |
| 3.  | Elevation                              | Bono           | 3:48  |
| 4.  | Walk On                                | Bono           | 4:57  |
| 5.  | Kite                                   | Bono, The Edge | 4:25  |
| 6.  | In a Little While                      | Bono           | 3:40  |
| 7.  | Wild Honey                             | Bono           | 3:47  |
| 8.  | Peace on Earth                         | Bono           | 4:49  |
| 9.  | When I Look at the World               | Bono, The Edge | 4:14  |
| 10. | New York                               | Bono           | 5:31  |
| 11. | Grace                                  | Bono           | 5:45  |

Kislemezek: Beautiful Day, Stuck in a Moment You Can’t Get Out Of, Walk On, Elevation.
Japánban, Ausztráliában és az Egyesült Királyságban a lemez végére egy bónuszszám került, a The Ground Beneath Her Feet (3:44). Az USA-ban egy korlátozott példányszámban megjelent kiadás még egy lemezt tartalmaz az Always (3:46), a Summer Rain (4:06), vagy a Big Girls Are Best (3:37) című dalokkal.

## Közreműködők
- Bono – ének
- The Edge – gitár, billentyűsök, ének
- Adam Clayton – basszusgitár
- Larry Mullen, Jr. – dob